# アーリア (イタリア)
アーリア（イタリア語: Alia）は、イタリア共和国シチリア州パレルモ県にある、人口約3,500人の基礎自治体（コムーネ）。

## 地理

### 位置・広がり
パレルモ県南部のコムーネ。カルタニッセッタから北西へ45km、州都・県都パレルモから南東へ48kmの距離にある。

#### 隣接コムーネ
隣接するコムーネは以下の通り。
- カッカモ
- カストロノーヴォ・ディ・シチーリア
- モンテマッジョーレ・ベルシート
- ロッカパルンバ
- スクラーファニ・バーニ
- ヴァッレドルモ